# Jhala Nath Khanal
Jhala Nath Khanal (ur. 20 maja 1950) – nepalski polityk, sekretarz generalny Komunistycznej Partii Nepalu (Zjednoczenie Marksistowsko-Leninowskie) w latach 2008–2009 i przewodniczący od 2009. Premier Nepalu od 3 lutego 2011 do 29 sierpnia 2011.

## Życiorys
Jhala Nath Khanal urodził się w 1950 w Sakhejung w dystrykcie Ilam. Ukończył nauki polityczne i historię (studia licencjackie) na Uniwersytecie Tribhuvan. W latach 1967–1968 był przewodniczącym Związku Studentów Meći.
W 1965 rozpoczął działalność w Ruchu na rzecz Demokracji, podziemnej organizacji sprzeciwiającej się autokratycznym rządom w kraju. Z tego powodu był kilkakrotnie więziony. Po raz pierwszy w 1969, następnie na 14 miesięcy w 1973, na 6 miesięcy w 1976 oraz od listopada 1976 do kwietnia 1979. W latach 1971–1973 pracował jako nauczyciel w szkole średniej.
W 1968 wstąpił do Komunistycznej Partii Nepalu. W 1978 był jednym z założycieli Komunistycznej Partii Nepalu (Marksiści-Leniniści). W latach 1982–1990 zajmował stanowisko sekretarza generalnego tej partii, poprzedniczki KPN (ZM-L).
Po wprowadzeniu demokracji w Nepalu w 1990 został ministrem rolnictwa, leśnictwa i środowiska w rządzie premiera Krishny Prasad Bhattaraia. W 1991 został po raz pierwszy wybrany w skład parlamentu. W wyborach w 1994 oraz 1999 uzyskiwał reelekcję. W 1997 pełnił funkcję ministra informacji i komunikacji w rządzie premiera Lokendry Bahadur Chanda.
Po rozwiązaniu rządu przez króla Gyanendrę 1 lutego 2005 ponownie zaangażował się w podziemną działalność polityczną w ramach antymonarchistycznego Sojuszu 7 Partii. 3 lutego 2005 został p.o. sekretarza generalnego Komunistycznej Partii Nepalu (Zjednoczenie Marksistowsko-Leninowskie) (KPN (ZM-L)).
Po rezygnacji z funkcji sekretarza generalnego KPN (ZM-L) przez Madhava Kumar Nepala w kwietniu 2008 Khanal zastąpił go na tym stanowisku. 24 lutego 2009 został wybrany przewodniczącym partii.
Od końca czerwca 2010 do początku lutego 2011 Nepal pozostawał w stanie kryzysu politycznego z powodu przeciągającego się procesu wyboru nowego szefa rządu. W 16 turach głosowań parlament nie był w stanie dokonać rozstrzygnięcia. W tym czasie funkcję premiera sprawował dalej Madhav Kumar Nepal, mimo że 30 czerwca 2010 złożył swoją dymisję. Dopiero w 17. rundzie głosowania 3 lutego 2011, po wznowieniu procesu wyborczego, szefem rządu został wybrany Jhala Nath Khanal. Uzyskał 368 z 598 głosów deputowanych Zgromadzenia Konstytucyjnego. Jego wybór stał się możliwy dzięki poparciu Komunistycznej Partii Nepalu (Maoistycznej), która wycofała własnego kandydata, przewodniczącego partii Prachandę. Drugi w głosowaniu Ram Chandra Poudel z Kongresu Nepalskiego uzyskał 122 głosy. Premier Khanal za priorytety swojego gabinetu uznał finalizację procesu uchwalenia konstytucji i rozwiązanie kwestii 19 tys. byłych bojowników maoistowskich, którzy zgodnie z porozumieniem pokojowym z 2006 mieli zostać włączeni w szeregi armii lub rozbrojeni i przeniesieni do cywila.
Wbrew zapowiedziom nie był w stanie doprowadzić do porozumienia największych partii politycznych i sfinalizowania procesu pokojowego oraz uchwalenia ustawy zasadniczej. Wobec porażki na tym polu 14 sierpnia 2011 podał się do dymisji. Prezydent przyjął jego rezygnację. 29 sierpnia 2011 nowym premierem Nepalu został zaprzysiężony Baburam Bhattarai, wiceprzewodniczący partii maoistowskiej. Komunistyczna Partia Nepalu (Zjednoczenie Marksistowsko-Leninowskie) przeszła do opozycji.